# Gustav Jacobsthal
Gustav Jacobsthal (ur. 14 marca 1845 w Pyrzycach, zm. 9 listopada 1912 w Berlinie) – niemiecki muzykolog i kompozytor.

## Życiorys
W latach 1863–1870 kształcił się na Uniwersytecie Strasburskim, jednocześnie studiował na Uniwersytecie Berlińskim historię oraz muzykę u Heinricha Bellermanna, w 1870 roku uzyskując tytuł doktora na podstawie dysertacji Die Mensuralnotenschrift des 12. und 13. Jahrhunderts (wyd. Berlin 1871). W latach 1871–1873 odbył uzupełniające studia w Institut für Österreichische Geschichtsforschung w Wiedniu. Habilitował się w 1872 roku na Uniwersytecie Strasburskim, gdzie od 1875 roku wykładał, w latach 1897–1905 był jedynym w Niemczech profesorem muzykologii. Prowadził Akademische Gesangverein, komponował też utwory chóralne a cappella z przeznaczeniem na uroczystości religijne i koncerty. Rękopisy jego kompozycji znajdują się w berlińskiej Deutsche Nationalbibliothek.
W swoich badaniach naukowych zajmował się historią muzyki średniowiecza i renesansu oraz dziejami sztuki muzycznej w czasach poprzedzających działalność Beethovena. Działalność naukową łączył z praktyką kompozytora i dyrygenta, uważając, że tylko połączenie umiejętności muzykologicznych i kompozytorskich umożliwia właściwe zrozumienie istoty dzieła. Opublikował pracę Die chromatische Alteration im liturgischen Gesange der abendlandischen Kirche (1897).